# Il sogno di Laura
Il sogno di Laura (Twee vrouwen) è un film del 1979 diretto da George Sluizer.

## Trama
Laura è una quarantenne che si innamora di Sylvia e le due intraprendono una relazione. all'improvviso Sylvia scappa con l'ex marito di Laura perché vuole avere figli, quindi comincia a sedurlo fino a che rimane incinta.